# Марк Еванс
Марк Вітмор Еванс (англ. Mark Whitmore Evans; нар. 2 березня 1956 Мельбурн) — австралійський рок-музикант, бас-гітарист AC/DC.
Народився в робочому районі Мельбурна. 1975–1977 був учасником гурту AC/DC.
Покинув гурт у 1977 після конфлікту з Ангусом Янгом. Пізніше грав у декількох інших гуртах в Австралії.